# Wilhelm Reinhold Valentiner
Wilhelm Reinhold Valentiner, in den USA William R. Valentiner, (* 2. Mai 1880 in Karlsruhe; † 6. September 1958 in New York) war ein deutsch-amerikanischer Kunsthistoriker und Museumsleiter.

## Leben
Wilhelm Reinhold Valentiner war ein Sohn des Astronomen Wilhelm Valentiner, der zum Zeitpunkt seiner Geburt Leiter der Sternwarte Karlsruhe war. Seine Mutter Anna Isis Elisabeth, geb. Lepsius (1848–1919), war die Tochter des Ägyptologen Carl Richard Lepsius. Der Physiker Siegfried Valentiner war sein Bruder; die Kunsthistorikerin Elisabeth Paatz (1900–1991), geb. Valentiner, die Frau des Kunsthistorikers Walter Paatz, war seine Cousine.
Er studierte Kunstgeschichte an der Universität Heidelberg, vor allem bei Henry Thode, und wurde hier 1904 mit einer Dissertation zu Rembrandt promoviert. Er vertiefte seine Studien in den Niederlanden bei Cornelis Hofstede de Groot und bei Abraham Bredius als dessen Assistent an der Gemäldegalerie in Den Haag. Ab 1906 assistierte er Wilhelm von Bode am Kaiser-Friedrich-Museum und am Kunstgewerbemuseum Berlin.
Ende 1907 wurde er auf Empfehlung Bodes zum Kurator der kunstgewerblichen Abteilung am Metropolitan Museum of Art in New York berufen und traf am 28. März 1908 in New York ein. 1909 organisierte er im Rahmen der Hudson-Fulton Exhibition die Abteilung mit niederländischen Gemälden aus amerikanischen Sammlungen. Die Schau wurde ein sensationeller Erfolg und gilt mit ihren 200.000 Besuchern in fünf Wochen heute als die erste „Blockbuster-Ausstellung“ des 20. Jahrhunderts. 1913 gründete er die Zeitschrift Art in America.
Zu Beginn des Ersten Weltkriegs kehrte er nach Deutschland zurück. Als Kriegsfreiwilliger diente er zunächst im Bayerischen Ersatz-Feldartillerie-Regiment und ab Ende 1915 beim neugegründeten Kriegspresseamt der Obersten Heeresleitung in Berlin unter Erhard Deutelmoser. Er wurde am 10. August 1915 mit dem Eisernen Kreuz II. Klasse ausgezeichnet, nachdem er am 29. Juni 1915 bereits die badische Karl Friedrich-Militär-Verdienstmedaille in Silber erhalten hatte.

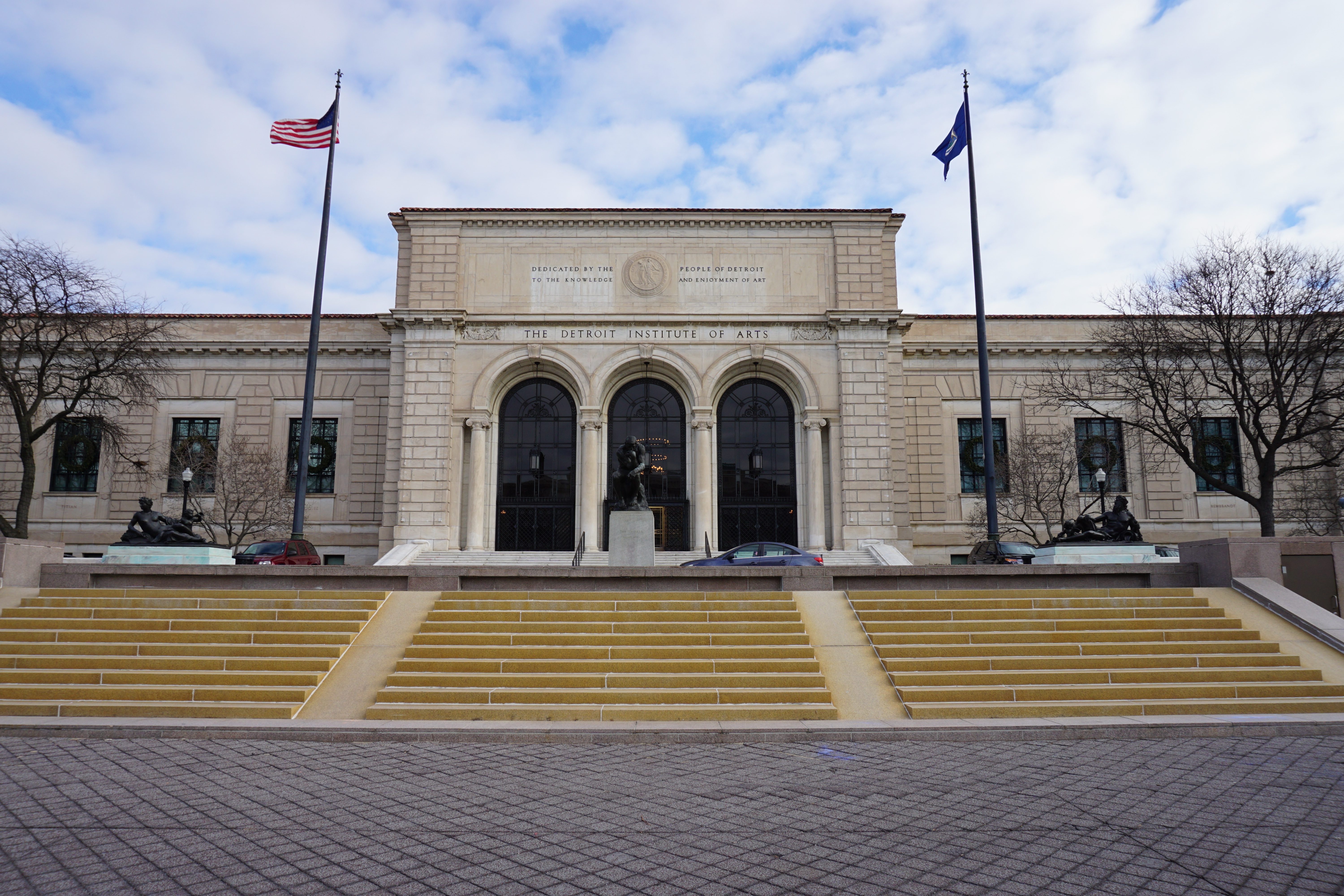
Detroit Institute of Arts (Direktion Valentiner 1924–1945)

Nach Kriegsende arbeitete Valentiner im Arbeitsrat für Kunst mit, wo er sich für eine Neuausrichtung der Museumspolitik einsetzte. Gleichzeitig wandte er sich der modernen Kunst zu und verfasste Monographien zu Karl Schmidt-Rottluff und Georg Kolbe. 1921 reiste er wieder in die USA aus und beriet zunächst Museen beim Kunstkauf. 1923 organisierte er gemeinsam mit Ferdinand Möller eine Ausstellung deutscher Gegenwartskunst in den Anderson Galleries in New York. Ab 1924 war er Direktor des Detroit Institute of Arts. Unter seiner Leitung erging der Auftrag an Diego Rivera für dessen monumentale Wandmalerei im Museum, auf deren unterer rechter Ecke er zusammen mit Edsel Ford zu sehen ist. 1935 wurde Valentiner US-amerikanischer Staatsbürger.
Nachdem er 1945 in Detroit wegen einer Altersbeschränkung in den Ruhestand gegangen war, wirkte er von 1946 bis 1954 am Los Angeles County Museum of Art, wo er 1949 mit Käte Steinitz eine viel beachtete Leonardo-da-Vinci-Ausstellung organisierte, und 1954 kurzzeitig am J. Paul Getty Museum. 1955 wurde er Gründungsdirektor des North Carolina Museum of Art in Raleigh (North Carolina). 1958 zeigte er hier die erste Ausstellung mit Werken Ernst Ludwig Kirchners in Nordamerika.

## Schriften (Auswahl)
- Rembrandt und seine Umgebung. Heitz & Mündel, Straßburg 1905. (= Dissertation); archive.org.
- Rembrandt auf der Lateinschule. In: Jahrbuch der preußischen Kunstsammlungen 27 (1906).
- mit Wilhelm von Bode: Rembrandt. 1907.
- mit Wilhelm von Bode: Handzeichnungen altholländische Genremaler. Berlin 1907; archive.org.
- Aus der niederländischen Kunst. Kassierer, Berlin 1914.
 Englische Ausgabe: The Art of the Low Countries. Doubleday, Page & Co., Garden City NY 1914; archive.org.
- Zeiten der Kunst und der Religion. Grote, Berlin 1919.
- Umgestaltung der Museen im Sinne der neuen Zeit. Grote, Berlin 1919.
- Schmidt-Rottluff. Klinkhardt & Biermann, Leipzig 1920.
- Georg Kolbe. Kurt Wolff, Leipzig 1922.
- Frans Hals. Des Meisters Gemälde in 322 Abbildungen. Zweite, neu bearbeitete Auflage, Deutsche Verlags-Anstalt, Stuttgart / Berlin / Leipzig 1923; archive.org.
- Rembrandt: Wiedergefundene Gemälde, 1910–1922, in 128 Abbildungen. Deutsche Verlags-Anstalt, Stuttgart 1923; archive.org.
- Nicolaes Maes. Deutsche Verlags-Anstalt, Stuttgart 1924.
- Pieter de Hooch. Des Meisters Gemälde in 180 Abbildungen; mit einem Anhang über die Genremaler um Pieter de Hooch und die Kunst Hendrik van der Burchs. Deutsche Verlags-Anstalt, Stuttgart / Berlin / Leipzig 1929.
- Jacques Louis David and the French Revolution. Sherman, New York 1929.
- Frans Hals paintings in America. 1936.
- Leonardo da Vinci. Loan exhibition. 1452–1519. Ausst. Kat., Los Angeles County Museum, June 3–July 17, 1949, bearb. v. W. R. Valentiner et al. Los Angeles County Museum, Los Angeles 1949.
- Studies of Italian Renaissance sculpture. Phaidon Press, London 1950.
- The Bamberg Rider. Studies of Mediaeval German sculpture. Zeitlin & Ver Brugge, Los Angeles 1956.
- Rembrandt and Spinoza. A study of the spiritual conflicts in seventeenth-century Holland. Phaidon Press, London 1957.